# Терцорио
Терцорио (итал. Terzorio) је насеље у Италији у округу Империја, региону Лигурија.
Према процени из 2011. у насељу је живело 198 становника. Насеље се налази на надморској висини од 197 м.

## Становништво
Према резултатима пописа становништва 2011. у општини је живело 232 становника.
| 1931. | 1936. | 1951. | 1961. | 1971. | 1981. | 1991. | 2001. | 2011. |
| ----- | ----- | ----- | ----- | ----- | ----- | ----- | ----- | ----- |
| 264   | 269   | 240   | 254   | 272   | 258   | 217   | 214   | 232   |